# حساب عددي رمزي
في الرياضيات وعلوم الحاسب، الحساب الرقمي الرمزي (symbolic-numeric computation) هي عمليه استخدام برنامج يجمع الأسلوب بين الرمزي وعددي لحل مشكله.

## وصلات خارجية
- ورشة العمل الدولية الرابعة للحساب العددي الرمزي (SNC2011)، 07-9 يونيو، 2011، سان خوسيه، كاليفورنيا